# Ever Given
Ever Given (Евер Гівн; спрощ.: 长赐轮; кит. трад.: 長賜輪; піньїнь: Cháng Cì Lún) — контейнеровоз класу «Golden», що ходить під прапором Панами та належить японській судноплавній компанії «Shoei Kisen Kaisha». Одне з найбільших суден у світі.

## Історія
Судно побудоване у 2018 році японським суднобудівником «Imabari Shipbuilding». Належить японській судноплавній компанії «Shoei Kisen Kaisha», експлуатується тайванським оператором «Evergreen Marine». Зареєстроване у Панамі. Має позивний «H3RC».

## Інциденти

### На Ельбі
9 лютого 2019 року близько 9:30 ранку за місцевим часом в акваторії порту Гамбурга на Ельбі «Ever Given» кормою протаранив пором «Hadag-Fähre», внаслідок чого він та причал були серйозно пошкоджені, а судноплавний рух по Ельбі в районі Гамбурга був повністю призупинений.
Після аварії контейнеровоз пройшов огляд на наявність пошкоджень, яких міг зазнати в результаті зіткнення. Причиною втрати управління над судном була названа несправність системи керування, однак в ході розслідування більш ймовірним був визначений фактор погодніх умов з сильними поривами вітру, що спричинило значне відхилення від курсу судном.

### У Суецькому каналі

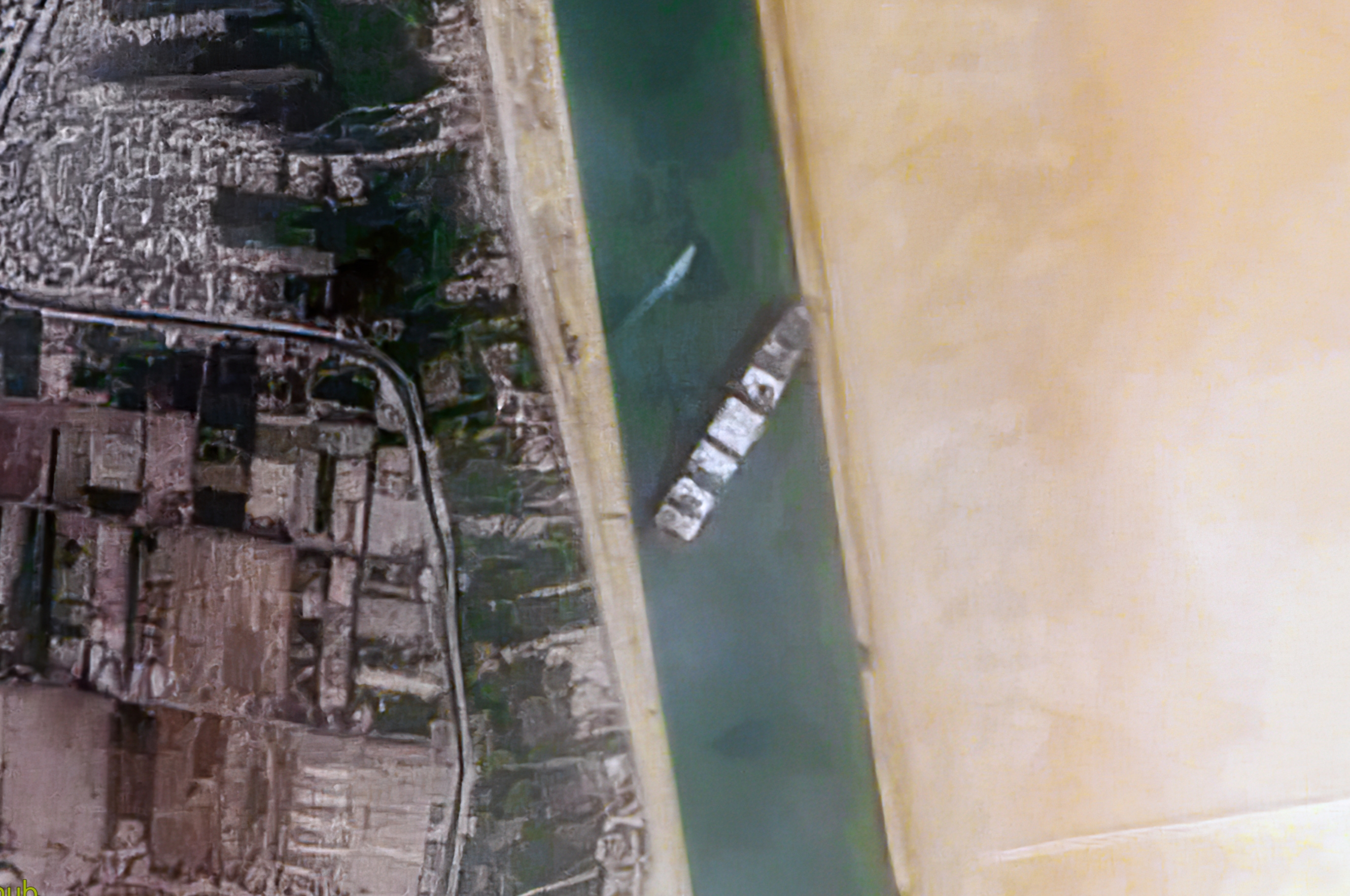
Ever Given у Суецькому каналі у березні 2021 року.

23 березня 2021 року о 07:40 за місцевим часом судно, яке йшло з Китаю до нідерландського Роттердама, сіло на мілину в акваторії Суецького каналу та заблокувало рух через канал, створивши затор зі сотні суден. Ніс та корма судна застрягли на протилежних берегах каналу. У свою чергу проблема з проходом суден через Суецький канал призвела до різкого підвищення цін на нафту.
За даними компанії-оператора «Evergreen Marine Corp» причиною інциденту став порив вітру, який спричинив втрату екіпажем управління над судном. Також на судні було вимкнено електропостачання.
До звільнення судна було залучено флотилію з восьми буксирів та розпочато днопоглиблювальні роботи за допомогою двох земснарядів і чотирьох екскаваторів. За попередньою оцінкою, на розблокування Суецького каналу могло знадобитися декілька тижнів. Через блокування основного шляху адміністрація каналу частково відновила судноплавний рух його старою частиною. Через рятувальні роботи та неможливістю проходу суден навігацію через заблокований канал було повністю призупинено до звільнення контейнеровоза. Для полегшення судна не виключалося його часткове розвантаження, однак в умовах єгипетської пустелі та відсутності відповідної інфраструктури на каналі це було малоймовірним.
27 березня судно вдалося зрушити змісця, а наступного дня до місця інциденту було додатково направлено ще два буксири.
Вранці 29 березня контейнеровоз частково знято з мілини. Пізніше корабель остаточно зняли з мілини і відбуксирували для огляду. Було оголошено про відкриття каналу звечора 29 березня.
7 липня корабель покинув канал після того, як суд міста Ісмаїлія звільнив судно від арешту.